# Kim Min-kyu (actor)
Kim Min-kyu (en hangul,  김민규 ; RR: Gim Min-gyu; 25 de diciembre de 1994) también conocido como Kim Min-gue es un actor y modelo surcoreano.

## Carrera
Es miembro de la agencia Bmpkhan Entertainment (비엠피칸엔터테인먼트). Previemente formó parte de la agencia Happy Tribe Entertainment.
Ha participado en sesiones fotográficas para 1st. Look.
En 2015 apareció en la serie Who Are You: School 2015, donde interpretó a uno de los nadadores del equipo de la escuela.
En enero del 2016 se unió al elenco recurrente de la serie Signal, donde dio vida al oficial de la policía Hwang Eui-kyung.
El 16 de marzo del 2017 apareció como concursante durante la cuarta temporada del programa de canto I Can See Your Voice, un año después apareció como miembro del equipo de detectives durante el episodio no.10 de la quinta temporada emitido el 6 de abril del 2018.
En el 2017 se unió al elenco recurrente de la serie Because This is My First Life, donde interpretó a Yeon Bok-nam.
Ese mismo año se unió al elenco de la serie Just Between Lovers, donde interpretó a Jin Young, el asistente de Kim Wan Jin (Park Hee-von).
En octubre del mismo año se unió al elenco de la serie web Special Law on Romance donde dio vida al juez Jung Eui-chang, quién es franco en el exterior, pero cálido en el interior. Ese mismo año se unió al elenco de la serie web We are Peaceful Brothers donde interpretó a Lee Sang, un joven estudiante que tiene una personalidad completamente diferente a la de su hermano mayor Lee Yoon (Steve Noh).
En noviembre del mismo año se unió al elenco recurrente de la serie Meloholic, donde interpretó a Yoo Byeong-chul.
En el 2018 se unió a la película de terror The Whispering (también conocida como "Whisper, Whisper") donde dio vida a Min-woo.
En marzo del mismo año se unió al elenco recurrente de la serie Rich Family's Son, donde interpretó a Kim Myung-ha, el hermano menor de Kim Young-ha (Kim Ju-hyeon) y Kim Kyung-ha (Hong Soo-hyun).
En junio del 2019 se unió al elenco de la serie Perfume, donde dio vida a Yoon Min-suk, un idol convertido en una estrella mundial con un buen físico, imagen y una voz suave, cuyo objetivo es simplemente disfrutar de la vida que le fue otorgada como una bendición lo más extravagante posible, hasta el final de la serie en julio del mismo año.
El 14 de diciembre se unió al elenco principal de la serie Queen: Love and War (también conocida como "Selection – Girls’ War") donde dio vida al atractivo e inteligente príncipe Yi Kyung, hasta el final de la serie el 9 de febrero del 2020.
En 2020 realizó una aparición especial en la serie La novata de la calle (también conocida como "Backstreet Rookie") donde da vida a Ji Wook, el antiguo compañero de clase de la escuela primaria de Jung Saet-byul (Kim Yoo-jung), quien en el pasado trabajó como empleado a tiempo parcial en una tienda de conveniencia hasta que detuvo un robo por sí solo, lo cual ocasionó que apareciera en las noticias y debutará como una celebridad.
En abril de 2021 se unió al elenco secundario de la serie Entonces me casé con la antifan, donde interpretó a Ko Soo-hwan, un fotógrafo y buen amigo de Lee Geun-young (Choi Soo-young).
En julio del mismo año se anunció que se había unido al elenco de la serie Propuesta laboral, donde da vida a Cha Sung-hoon, un apuesto secretario en jefe quien trabaja para el CEO Kang Tae-moo. La serie finalizó el 4 de abril de 2022.

## Filmografía

### Series de televisión
| Año     | Título                                          | Personaje                      | Notas                     | Ref.          |
| ------- | ----------------------------------------------- | ------------------------------ | ------------------------- | ------------- |
| 2013    | Monstar                                         | -                              |                           |               |
| 2015    | Who Are You: School 2015                        | Nadador                        |                           |               |
| 2016    | Jang Youngsil: The Greatest Scientist of Joseon | -                              |                           |               |
| 2016    | Virtual Excitement                              | Kim Min-gyu                    | Serie web                 |               |
| 2016    | Yes, That’s How It Is                           | -                              |                           |               |
| 2016    | My Fair Lady                                    | Mo Hwi-chul (de joven)         |                           |               |
| 2016    | Signal                                          | Hwang Eui-kyung                |                           | [ 3 ]         |
| 2016    | The Sound of your Heart                         | Soldado                        |                           |               |
| 2017    | Take Care Of the Goddess                        | Park Joo-won                   | Serie web - 8 episodios   |               |
| 2017    | Because This Is My First Life                   | Yeon Bok-nam                   |                           | [ 22 ]        |
| 2017    | We are Peaceful Brothers                        | Lee Sang                       | Serie web                 |               |
| 2017    | Special Law on Romance                          | Jung Eui-chang                 | Serie web - 6 episodios   |               |
| 2017    | Meloholic                                       | Yoo Byeong-chul                |                           | [ 9 ]         |
| 2017-18 | Just Between Lovers                             | Jin Young                      |                           | [ 23 ]        |
| 2018    | Rich Family's Son                               | Kim Myung-ha                   |                           | [ 24 ]        |
| 2018    | Let's Eat 3                                     | Compañero de la cita de Ji-woo | Aparición especial        | [ 25 ]        |
| 2018    | Drunk in Good Taste                             | Lee Yeon-nam                   |                           |               |
| 2019    | Perfume                                         | Yoon Min-seok                  |                           | [ 26 ]        |
| 2019-20 | Queen: Love and War                             | Príncipe Lee Kyung             |                           |               |
| 2020    | La novata de la calle                           | Kang Ji-wook                   | Aparición especial        | [ 27 ]        |
| 2021    | Entonces me casé con la antifan                 | Ko Soo-hwan                    |                           | [ 19 ]        |
| 2021    | Nevertheless                                    | Dimples                        | Aparición especial, ep. 8 |               |
| 2021-22 | Snowdrop                                        | Joo Kyuk-chan                  | 16 episodios              | [ 28 ]        |
| 2022    | Propuesta laboral                               | Cha Sung-hoon                  | 12 episodios              | [ 29 ] [ 30 ] |
| 2023    | The Heavenly Idol                               | Rembrary / Woo Yeon-woo        | 16 episodios              | [ 31 ]        |
| 2024    | Missing Crown Prince                            | Gran Príncipe Dosung           |                           | [ 32 ] [ 33 ] |

### Películas
| Año  | Título                 | Personaje     | Notas                                                                           |
| ---- | ---------------------- | ------------- | ------------------------------------------------------------------------------- |
| 2013 | The Five               | -             |                                                                                 |
| 2016 | Chasing                | Kim Tae-young | junto a Kim Seung-woo, Kim Jung-tae, Han Sang-hyuk y Shin Kang-woo              |
| 2018 | The Whispering         | Min-woo       | junto a So Joo-yeon, Kim Tae-min, Choi Hee-jin, Kim Young, Park Jin y Go Woo-ri |
| 2019 | The Battle of Jangsari | Choi Jae-pil  | junto a Kim Myung-min, Choi Min-ho, Kim Sung-cheol, Megan Fox y Kim In-kwon.    |

### Programas de variedades
| Año        | Programa                          | Notas                                                             | Ref.   |
| ---------- | --------------------------------- | ----------------------------------------------------------------- | ------ |
| 2015       | Cool Kiz on the Block             | Ep. 123-124 - invitado                                            |        |
| 2017       | Showbiz Korea                     | Invitado                                                          | [ 34 ] |
| 2018, 2017 | I Can See Your Voice              | Ep. 10 - (miembro del equipo de detectives) Ep. 3 - (concursante) |        |
| 2019       | Love Me Actually (Fool’s Romance) | Miembro                                                           | [ 35 ] |
| 2019       | Battle Trip                       | Ep. 158 - junto a Cao Lu                                          | [ 36 ] |

## Discografía

### Sencillos
| Año  | Canción         | Álbum                        | Notas |
| ---- | --------------- | ---------------------------- | ----- |
| 2017 | "Drawing Paper" | BSO de "Special Law Romance" |       |

## Premios y nominaciones
| Año  | Premios               | Categoría              | Trabajo           | Resultado |
| ---- | --------------------- | ---------------------- | ----------------- | --------- |
| 2018 | 2018 MBC Drama Awards | Mejor actor revelación | Rich Family's Son | Nominado  |